# Vetro cristallo

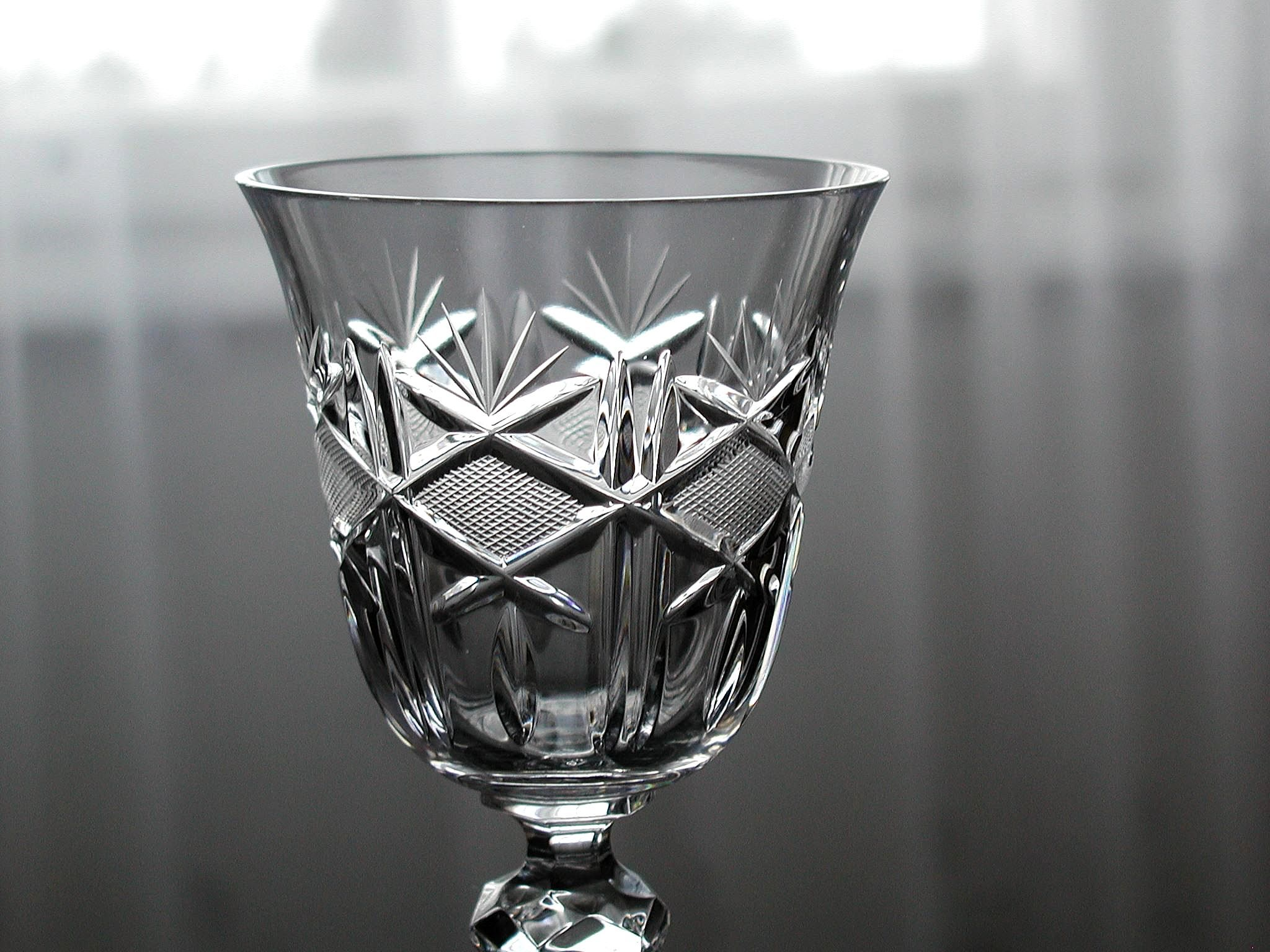
Un calice di cristallo

Il vetro cristallo, comunemente chiamato cristallo, è una varietà di vetro nella quale il piombo sostituisce il calcio contenuto in un tipico vetro di carbonato di potassio. Contiene generalmente una percentuale del 18-40% (in peso)  di monossido di piombo (PbO), mentre il moderno cristallo al piombo, storicamente noto come vetro di selce per via del silice utilizzato per la costruzione, contiene un minimo del 24% di PbO. Il cristallo al piombo è ambito per le sue proprietà decorative.
Scoperta originariamente dall'inglese George Ravenscroft nel 1674, la tecnica di aggiunta di ossido di piombo (in quantità tra il 10 e il 30%) ha migliorato l'aspetto del vetro e reso più facile la fusione usando carbone come combustibile da forno. Questa tecnica ha anche aumentato il "periodo di lavorabilità" rendendo il vetro più facile da manipolare.
Il termine cristallo al piombo non è, tecnicamente, un termine preciso per descrivere il vetro al piombo, in quanto solido amorfo, il vetro è privo di una struttura cristallina. L'uso del termine cristallo al piombo rimane popolare per ragioni storiche e commerciali. È derivato dal termine veneziano cristallo per descrivere il cristallo di rocca imitato dai vetrai di Murano. Questa convenzione di denominazione è stata mantenuta fino ai giorni nostri per descrivere oggetti decorativi.
Gli oggetti di cristallo al piombo erano, in passato, utilizzati per conservare e servire bevande, ma a causa dei rischi per la salute, questo impiego è diventato raro. Un materiale alternativo è il cristallo, in cui ossido di bario, ossido di zinco o ossido di potassio sono impiegati al posto dell'ossido di piombo. Il cristallo senza piombo ha un indice di rifrazione simile al cristallo al piombo, ma è più leggero e ha un minore potere dispersivo.
Nell'Unione europea, l'etichettatura dei prodotti cristallo è regolata dalla direttiva 69/493/CEE del Consiglio europeo, che definisce quattro categorie, a seconda della composizione chimica e delle proprietà del materiale. Solo i prodotti di vetro contenenti almeno il 24% di monossido di piombo possono essere definiti cristalli al piombo. I prodotti con meno ossido di piombo o prodotti in vetro con altri ossidi di metallo, utilizzati al posto dell'ossido di piombo, devono essere etichettati cristallo.

## Proprietà
L'aggiunta di ossido di piombo al vetro aumenta il suo indice di rifrazione e abbassa la sua temperatura di lavorabilità e la viscosità. Le interessanti proprietà ottiche del vetro al piombo derivano dall'elevato contenuto in metallo pesante come il piombo. L'alto numero atomico del piombo aumenta anche la densità del materiale, poiché questo ha un peso atomico molto elevato (207,2), rispetto a quello del calcio (40,08). La densità del vetro normale è 2,4 g/cm³ o inferiore, mentre il tipico cristallo al piombo ha una densità di 3,1 g/cm³ e quello ad alto tenore può oscillare dai 4,0 g/cm³ ai 5,9 g/cm³.
La brillantezza del cristallo al piombo si basa sull'alto indice di rifrazione causato dal contenuto di piombo. Il vetro ordinario ha un indice di rifrazione di n = 1,5, mentre l'aggiunta di piombo produce un intervallo fino a 1,7 o 1,8. Questo elevato indice di rifrazione è anche correlato all'aumento della dispersione ottica, che misura il grado in cui un mezzo separa la luce nel suo componente spettro visibile, come in un prisma triangolare. Le tecniche di taglio del cristallo sfruttano queste proprietà per creare un effetto brillante e scintillante mentre ogni sfaccettatura del taglio riflette e trasmette la luce attraverso l'oggetto. L'alto indice di rifrazione è utile per la realizzazione di lenti, poiché una data lunghezza focale può essere ottenuta con una lente più sottile. Tuttavia, la dispersione deve essere corretta da altri componenti del sistema di lenti se deve essere acromatica.
L'aggiunta di ossido di piombo al vetro riduce anche la sua viscosità, rendendolo più fluido del normale vetro con una temperatura di rammollimento di circa 600° e con un punto di lavorazione di 800°. La viscosità del vetro varia radicalmente con la temperatura, ma quella del vetro al piombo è circa 100 volte inferiore a quella dei normali bicchieri di vetro in tutti gli intervalli di temperatura di lavorazione fino a 1100°. Dal punto di vista del vetraio, ciò si traduce in due sviluppi pratici. In primo luogo, il vetro al piombo può essere lavorato a una temperatura più bassa, portando al suo uso nella smaltatura, e in secondo luogo, gli oggetti trasparenti possono essere resi liberi da bolle d'aria intrappolate con considerevolmente meno difficoltà rispetto ai vetri ordinari, consentendo la produzione di oggetti chiari e impeccabili.
Quando viene colpito, il cristallo al piombo emette un suono squillante, a differenza dei normali vetri. I consumatori fanno ancora affidamento su questa proprietà per distinguerli dai bicchieri più economici. Poiché gli ioni di potassio sono legati più strettamente in una matrice di piombo-silice rispetto a un bicchiere al calcio, il primo assorbe più energia quando viene colpito. Questo fa sì che il cristallo al piombo oscilli, producendo così il suo suono caratteristico. Il piombo aumenta anche la solubilità di stagno, rame e antimonio, portando al suo uso in smalti colorati e ceramici.

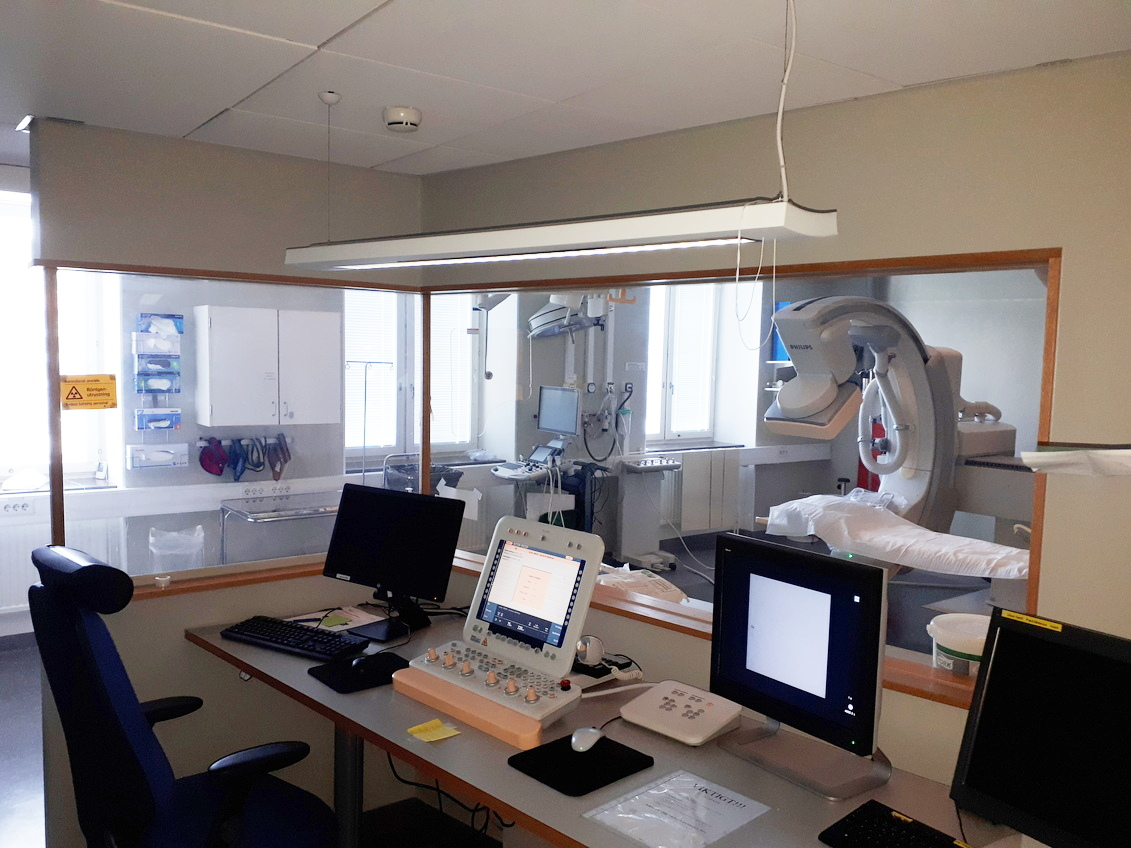
Sala per fluoroscopia con spazio di controllo separato da schermatura di vetro al piombo

Il piombo viene usato nei vetri ad alto assorbimento di raggi gamma e raggi X, utilizzati come schermatura (ad esempio nei tubi catodici, dove serve a ridurre l'esposizione dello spettatore ai raggi X leggeri).
L'elevata radiazione ionica degli ioni di Pb2+ li rendono altamente immobili nella matrice e ostacolano il movimento di altri ioni; i vetri al piombo quindi hanno un alto livello di resistenza elettrica, circa due ordini di grandezza più del vetro normale (108.5 contro 106.5 Ohm·cm, in corrente continua a 250°. Il vetro contenente piombo viene spesso utilizzato nella produzione di lampade.
| Uso                             | PbO (% in peso) |
| ------------------------------- | --------------- |
| vasellame domestico             | 18-38           |
| vetro ceramica                  | 16-35           |
| lenti ad alta rifrazione ottica | 4-65            |
| schermi anti radiazioni         | 2-28            |
| elevata resistenza elettrica    | 20-22           |
| sigillanti per vetro            | 56-77           |

## Storia
Il piombo può essere introdotto nel vetro come ingrediente nella fusione primaria o aggiunto al vetro senza piombo. L'ossido di piombo utilizzato nel vetro al piombo può essere ottenuto da una varietà di fonti. In Europa, galena e solfuro di piombo, erano ampiamente disponibili, e potevano essere utilizzati per produrre piombo metallico. Il piombo metallico veniva calcinato per creare ossido di piombo, arrostendolo e raschiando il litargirio. Nel periodo medievale il piombo poteva essere ottenuto riciclandolo da siti romani abbandonati e impianti idraulici, persino dai tetti delle chiese. Il piombo metallico era richiesto in notevoli quantità per la coppellazione dell'argento, e il litargirio risultante poteva essere utilizzato direttamente dai produttori di vetro. Il piombo veniva anche usato per smalti ceramici al piombo. Questa interdipendenza materiale suggerisce una stretta relazione di lavoro tra ceramisti, produttori di vetro e metalmeccanici.

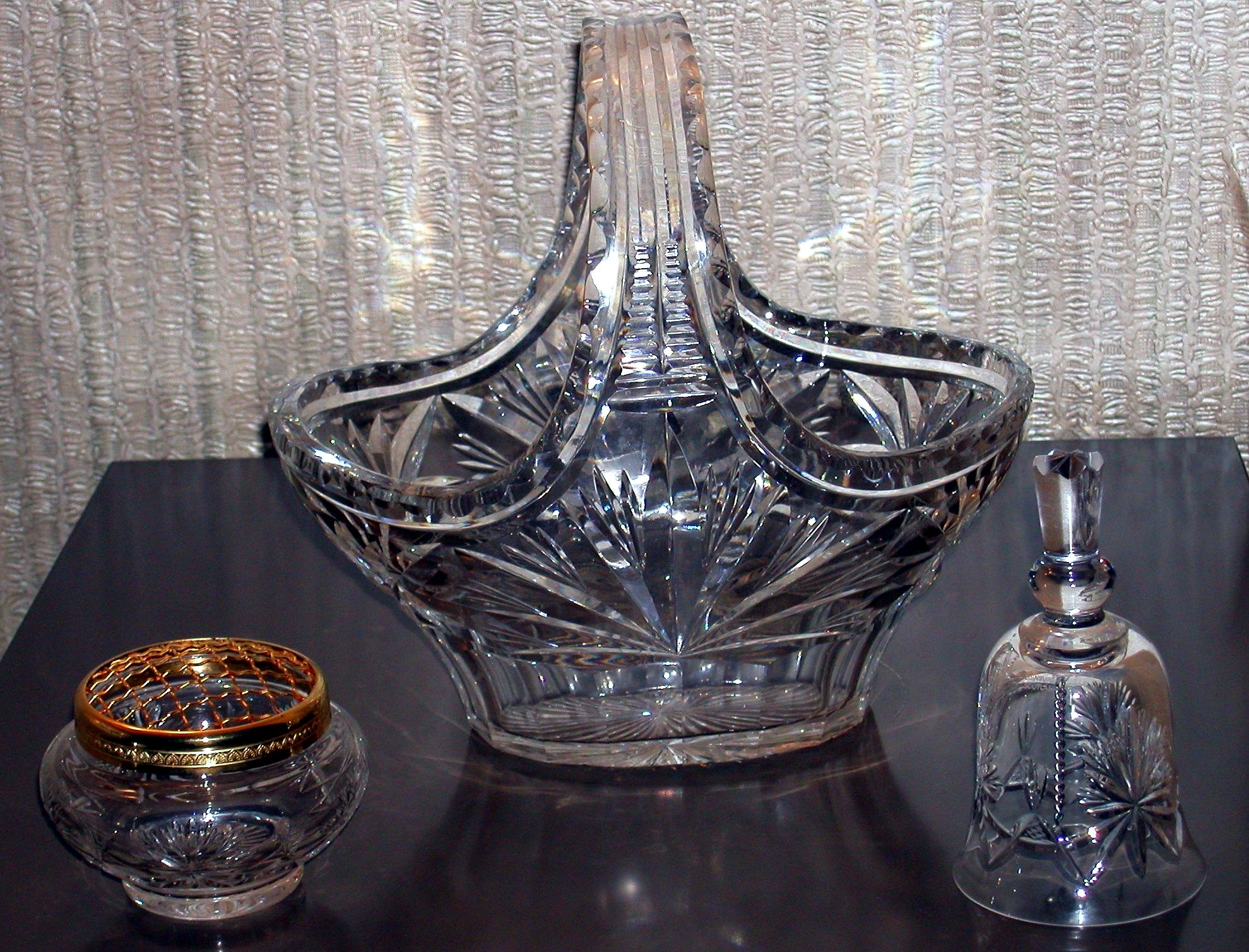
Cristalleria

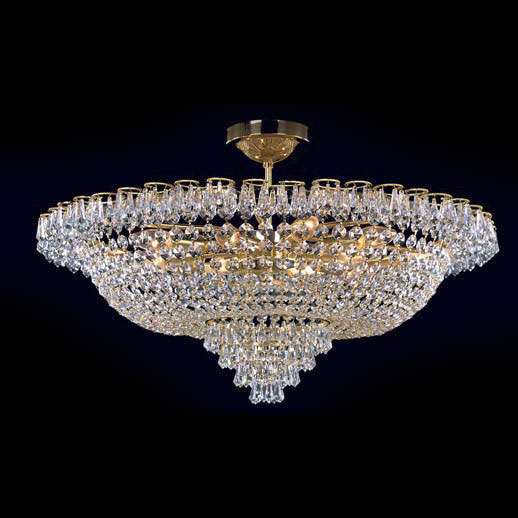
Lampadario di cristallo

I vetri al piombo apparvero per la prima volta in Mesopotamia, culla dell'industria vetraria. Il primo esempio noto è un frammento di vetro blu di Nippur datato al 1400 a.C. contenente il 3,66% di PbO. Il vetro è menzionato in tavolette di argilla del regno di Assurbanipal (668-631 a.C.) e una ricetta per il vetro al piombo appare in una tavoletta babilonese del 1700 a.C. Una torta di ceralacca rossa trovata nel palazzo bruciato di Nimrud, dell'inizio del VI secolo a.C., contiene il 10% di PbO. Questi valori bassi suggeriscono che l'ossido di piombo potrebbe non essere stato aggiunto consapevolmente e che certamente non è stato usato come agente di flusso primario nei vetri antichi.
Il vetro al piombo si trova anche in manufatti della Dinastia Han (206 a.C. - 220). Lì, è stato usato per imitare la giada, sia per oggetti rituali come figure grandi e piccole, sia per gioielli e una gamma limitata di vasellame. Poiché il vetro si presenta per la prima volta in Cina in una data così tardiva, si pensa che la tecnologia sia stata portata attraverso la via della seta da vetrai del Medio Oriente. La differenza compositiva fondamentale tra silice occidentale-natron e il vetro al piombo cinese, tuttavia, può indicare uno sviluppo autonomo.
In epoca medievale e della prima Europa moderna, il vetro al piombo veniva utilizzato come base per vetri colorati, in particolare per tessere di mosaico, smalti, vetrate policrome e bigiotteria, dove veniva usato per imitare le pietre preziose. Diverse fonti testuali che descrivono il vetro al piombo sono giunte fino ai nostri tempi. Tra la fine dell'XI e l'inizio del XII secolo, venne pubblicato Schedula Diversarum Artium (Elenco dei vari mestieri), che, l'autore noto come "Teofilo", descrive il suo uso come imitazione di gemme, e il titolo di un capitolo perduto del lavoro menziona l'uso del piombo nel vetro. Lo pseudonimo di Eraclio, del XII-XIII secolo, descrive in dettaglio la produzione di smalto al piombo e il suo uso nella pittura di finestre nel suo De Coloribus et artibus Romanorum (Della tonalità e artigianato dei Romani). Questo si riferisce al vetro al piombo come "vetro ebraico", forse indicando la sua trasmissione in Europa dal Medio Oriente. Un manoscritto custodito presso la Biblioteca Marciana di Venezia, descrive l'uso dell'ossido di piombo negli smalti e include ricette per calcinare il piombo per formare l'ossido. Il vetro al piombo era ideale per smaltare vasi e finestre a causa della sua temperatura di lavoro più bassa rispetto al vetro tradizionale.
Antonio Neri dedicò il suo quarto libro de L’Arte Vetraria (1612) al vetro al piombo. In questo primo trattato sistematico sul vetro, fa nuovamente riferimento all'uso del vetro al piombo negli smalti, oggetti di vetro e per l'imitazione delle pietre preziose. Christopher Merret lo tradusse in inglese nel 1662 (The Art of Glass), aprendo la strada alla produzione di vetro al piombo da parte di George Ravenscroft.
George Ravenscroft (1618-1681) fu il primo a produrre articoli in cristallo bianco al piombo su scala industriale. Figlio di un commerciante con stretti legami con Venezia, Ravenscroft disponeva delle risorse culturali e finanziarie necessarie per rivoluzionare il commercio del vetro, ponendo le basi dalle quali l'Inghilterra superò Venezia e la Boemia come centro dell'industria del vetro nel XVIII e XIX secolo. Con l'aiuto dei vetrai veneziani, in particolare di Costa, e sotto l'egida della Worshipful Company of Glass Seller di Londra, Ravenscroft cercò di trovare un'alternativa al cristallo veneziano. Il suo uso della selce come fonte di silice portò al termine flint glass (vetro selce) per descrivere questi bicchieri di cristallo, nonostante il suo successivo passaggio alla sabbia silicea. Inizialmente, i suoi vetri tendevano a sviluppare una rete di piccole crepe che ne distruggevano la trasparenza, superata poi sostituendo un po' del potassio con ossido di piombo nella fusione, fino al 30%. La reticolatura derivava da un eccesso di alcali e poteva essere causata da un'eccessiva umidità e da difetti intrinseci nella composizione del vetro. Egli ottenne un brevetto nel 1673, e la produzione fu spostata dalla fabbrica nel centro di Londra a quella nuova di Henley-on-Thames. Nel 1676, dopo aver apparentemente superato il problema della reticolatura, Ravenscroft ottenne l'uso di un sigillo di corvo come garanzia di qualità. Nel 1681, anno della sua morte, il brevetto andò a scadere e le operazioni si svilupparono rapidamente tra diverse altre aziende, e nel 1696 ventisette delle ottantotto vetrerie presenti in Inghilterra, in particolare a Londra e Bristol, producevano vetro contenente il 30-35% di PbO.
A quel tempo, il vetro veniva venduto a peso e le forme tipiche erano piuttosto pesanti e solide con decorazioni minime. Tale fu il suo successo sul mercato internazionale, tuttavia, che nel 1746 il governo britannico impose una redditizia imposta sul peso. Piuttosto che ridurre drasticamente il contenuto di piombo del loro vetro, i produttori risposero creando forme altamente decorate, più piccole e più delicate, spesso con steli cavi, oggi conosciuti dai collezionisti come "vetri contro le accise". Nel 1780, il Governo consentì all'Irlanda il libero commercio del vetro senza tassazione. A quel punto gran parte della fabbriche inglesi si trasferirono a Dublino e a Belfast, e nuove fabbriche, specializzate in oggetti in cristallo molato vennero impiantate a Cork e Waterford. Nel 1825, venne reinserita la tassazione e gradualmente l'industria declinò fino alla metà del XIX secolo, quando la tassa fu infine abrogata.
A partire dal XVIII secolo, il vetro al piombo inglese divenne popolare in tutta Europa, e si adattava idealmente al nuovo gusto per la decorazione del vetro tagliato a ruota perfezionato nel Continente grazie alle sue proprietà. Nei Paesi Bassi, maestri locali di incisioni come David Wolff e Frans Greenwood punteggiarono la vetreria inglese importata, uno stile che è rimasto popolare durante il XVIII secolo. La sua popolarità nei Paesi Bassi fu tale che la prima produzione continentale di vetro al piombo iniziò lì, probabilmente da parte di lavoratori inglesi importati. L'imitazione del cristallo al piombo "à la façon d'Angleterre" presentava difficoltà tecniche, poiché i risultati migliori venivano ottenuti utilizzando recipienti coperti in forni a carbone, un processo particolarmente inglese che richiedeva fornaci a carbone specializzate. Verso la fine del XVIII secolo, il cristallo al piombo venne prodotto in Francia, Ungheria, Germania e Norvegia. Dal 1800, il cristallo al piombo irlandese superò i vetri alla calce nel Continente e i tradizionali centri di produzione del vetro in Boemia iniziarono a concentrarsi su vetri colorati anziché competere direttamente contro di essi.
Lo sviluppo del vetro al piombo è continuato per tutto il XX secolo, quando nel 1932 gli scienziati della Corning Glassworks, nello Stato di New York, svilupparono un nuovo vetro al piombo di elevata chiarezza ottica. Questo divenne il fulcro di Steuben Glass Works, una divisione di Corning, che produceva vasi, ciotole e bicchieri decorativi in stile Art déco. Oggi il cristallo al piombo continua ad essere utilizzato in applicazioni industriali e decorative.

## Smalti al piombo
Le proprietà rifrattive apprezzate nel vetro al piombo lo rendono anche attraente come decorazione di una ceramica o per la fabbricazione di smalto ceramico. Gli smalti al piombo compaiono per la prima volta tra il I secolo a.C. e il I secolo, e quasi contemporaneamente in Cina. Erano molto ricchi di piombo, 45-60% di PbO, con un contenuto di alcali molto basso, inferiore al 2%. A partire dall'epoca romana, rimasero popolari durante il periodo bizantino e islamico nel Medio Oriente, su vasi di ceramica e piastrelle in tutta l'Europa medievale e fino ai giorni nostri. In Cina, smalti simili sono stati usati dal XII secolo per smalti colorati su gres e porcellana del XIV secolo.
Questi potevano essere applicati in tre modi diversi. Il piombo poteva essere aggiunto direttamente a un corpo ceramico sotto forma di un composto di piombo in sospensione, sia da galena (PbS), piombo rosso (Pb3O4), piombo bianco (2PbCO3·Pb(OH)2), o monossido di piombo (PbO). Il secondo metodo prevedeva la miscelazione del composto di piombo con la silice, che veniva quindi posta in sospensione e applicata direttamente. Il terzo metodo prevede la frantumazione del composto di piombo con silice, la polverizzazione della miscela, la sospensione e l'applicazione. Il metodo usato su un oggetto particolare può essere dedotto analizzando microscopicamente lo strato di interazione tra la superficie vitrea e il corpo ceramico.
Gli smalti opacizzati di stagno compaiono in Iraq nell'VIII secolo. Originariamente contenevano 1-2% di PbO; dall'XI secolo vennero sviluppati smalti ad alto contenuto di piombo, in genere contenenti il 20-40% di PbO e il 5-12% di alcali. Questi furono usati in tutta Europa e nel Vicino Oriente, specialmente nella Ceramica di İznik, e continuano ad essere usati ancora oggi. Smalti con contenuto di piombo ancora maggiore si trovano nella maiolica spagnola e italiana, con quantità fino al 55% di PbO e al 3% di alcali. L'aggiunta di piombo alla fusione consente la formazione di monossido di stagno più velocemente che in uno smalto alcalino: l'ossido di stagno precipita in cristalli nello smalto mentre si raffredda, creando la sua opacità.
L'uso dello smalto al piombo presenta numerosi vantaggi rispetto agli smalti alcalini oltre alla loro maggiore rifrazione ottica. I composti di piombo in sospensione possono essere aggiunti direttamente al corpo ceramico. Gli smalti alcalini devono prima essere miscelati con la silice e cotti prima dell'uso, poiché sono solubili in acqua e richiedono ulteriore lavoro. Uno smalto ben fatto non deve staccarsi dal supporto ceramico dopo il raffreddamento, lasciando aree non smaltate. Il piombo riduce questo rischio riducendo la tensione superficiale dello smalto. Non deve impazzire, formando una rete di crepe, causate quando la dilatazione termica dello smalto e del corpo ceramico non corrispondono correttamente. Idealmente, la contrazione dello smalto dovrebbe essere inferiore del 5-15% rispetto alla contrazione del corpo, poiché gli smalti sono più forti sotto compressione che sotto tensione. Uno smalto ad alto tenore di piombo ha un coefficiente di dilatazione lineare compreso tra 5 e 7×10−6/°C, comparato con il 9 e 10×10−6/°C dello smalto alcalino. Quelli della terracotta variano tra 3 e 5×10−6/°C per impasti non calcarei e da 5 a 7×10−6/°C per maiolica calcarea, che contiene il 15-25% di CaO. Pertanto, la contrazione termica dello smalto al piombo è più simile a quella della ceramica rispetto a uno smalto alcalino, rendendola meno soggetta a screpolature. Uno smalto dovrebbe anche avere una viscosità abbastanza bassa da impedire la formazione di punte di spillo dovute ai gas intrappolati che fuoriescono durante la cottura, in genere tra 900-1100°, ma non così bassa da deformarsi. La viscosità relativamente bassa dello smalto al piombo attenua questo problema e potrebbe anche essere stato più economico da produrre rispetto agli smalti alcalini.
Il vetro al piombo e gli smalti hanno una storia lunga e complessa e continuano a giocare ancora oggi nuovi ruoli nell'industria e nella tecnologia.

## Cristallo al piombo

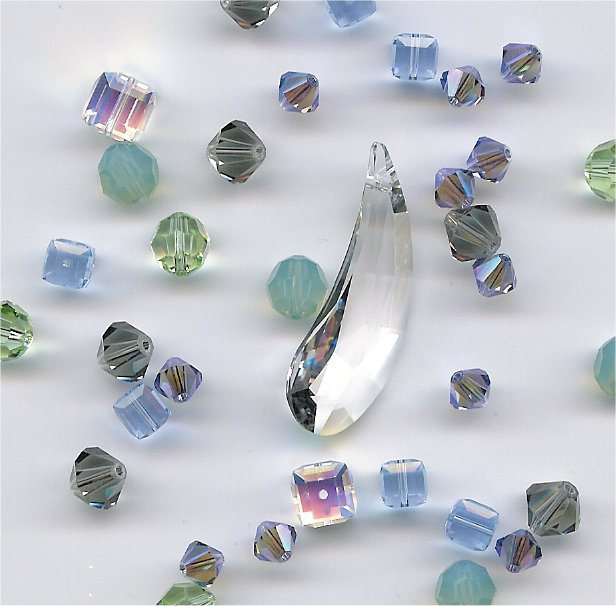
Pietre preziose in cristallo al piombo.

Il monossido di piombo aggiunto al vetro fuso conferisce al cristallo di piombo un indice di rifrazione molto più alto del vetro normale, e di conseguenza una "brillantezza" molto maggiore aumentando la riflessione speculare e la gamma di angoli di riflessione interna totale. Il vetro ordinario ha un indice di rifrazione di n = 1,5; l'aggiunta di piombo produce un indice di rifrazione fino a 1,7. Questo indice di rifrazione elevato aumenta anche l'indice correlato di dispersione ottica, che misura il grado in cui un mezzo separa la luce nei suoi spettri componenti, come in un prisma. Questo aumento dell'indice di rifrazione da 1,5 a 1,7 aumenta significativamente la quantità di luce riflessa (di un fattore di 1,68 per la luce che si riflette nella direzione normale; vedere equazioni di Fresnel).
Nel cristallo molato, tagliato a mano o a macchina con sfaccettature, la presenza di piombo rende anche il vetro più morbido e più facile da tagliare. Il cristallo può contenere fino al 35% di piombo, e a quel tenore ha il maggior scintillio.

## Sicurezza
Il California Department of Public Health ha dato il consiglio, "i bambini non devono mangiare o bere da stoviglie di cristallo". I bicchieri da vino e i decanter in cristallo al piombo non sono generalmente considerati pericolosi per la salute, a condizione che questi articoli vengano lavati accuratamente prima dell'uso, che le bevande non vengano conservate in questi contenitori per più di alcune ore e che non vengano utilizzate dai bambini.
È stato proposto che la storica associazione della gotta alle classi superiori in Europa e in America sia stata, in parte, causata dal loro ampio uso di decanter di cristallo al piombo per immagazzinare vino ad alta gradazione alcolica e whisky. Lin et al. hanno prove statistiche che legherebbero la gotta al saturnismo.
Gli articoli in vetro al piombo possono rilasciare piombo negli alimenti e nelle bevande contenute. In uno studio realizzato dalla North Carolina State University, la quantità di migrazione del piombo è stata misurata per il vino Porto immagazzinato nel cristallo di piombo.
Dopo due giorni, il livello di piombo era di 89 µg/L (microgrammi per litro). Dopo quattro mesi oscillava tra 2.000 e 5.000 µg/L.
Il vino bianco ha raddoppiato il suo contenuto di piombo dopo un'ora dalla conservazione e lo ha triplicato entro quattro ore. Alcuni brandy conservati nel cristallo al piombo per oltre cinque anni avevano livelli di piombo intorno ai 20.000 µg/L.
I succhi di agrumi e altre bevande acide cedevano il piombo dal cristallo con la stessa efficacia delle bevande alcoliche. In condizioni di uso ripetuto del decanter, il rilascio del piombo diminuisce drasticamente con l'uso crescente. Questa scoperta è "coerente con la teoria della chimica della ceramica, che prevede che il rilascio del piombo dal cristallo si auto-limita in modo esponenziale in funzione della crescente distanza dall'interfaccia cristallo-liquido".
Una normale dieta alimentare contiene 70 µg di piombo al giorno.